# Kai Hamdorf
Kai Hamdorf (* 6. März 1973 in Hamburg) ist ein deutscher Jurist. Er ist seit dem 1. September 2016 Richter am Bundesgerichtshof.

## Leben und Wirken
Hamdorf war nach Abschluss seiner juristischen Ausbildung zunächst zwei Jahre als Rechtsanwalt tätig. 2005 trat er in den Justizdienst des Landes Schleswig-Holstein ein und übte seine Tätigkeit bei dem Landgericht Itzehoe und dem Amtsgericht Pinneberg aus. 2007 bis 2010 war er an das Schleswig-Holsteinische Justizministerium abgeordnet. 2010 erfolgte seine Ernennung zum Richter am Amtsgericht in Pinneberg. Kurz darauf wechselte er an das Amtsgericht Lübeck. Seither war er mit einem Teil seiner Arbeitskraft an das Schleswig-Holsteinische Landesverfassungsgericht, 2012 bis 2013 auch an das Schleswig-Holsteinische Oberlandesgericht abgeordnet. 2013 wurde er Richter am Schleswig-Holsteinischen Oberlandesgericht. Seit 2014 war er als wissenschaftlicher Mitarbeiter an das Bundesverfassungsgericht abgeordnet. Hamdorf ist promoviert.
Das Präsidium des Bundesgerichtshofs wies Hamdorf dem V. Zivilsenat zu, der schwerpunktmäßig für die Rechtsstreitigkeiten aus den Gebieten des Grundstücksrechts, des Wohnungseigentumsrechts und des Nachbarrechts zuständig ist.